# Шандор Рац (політик)
Шандор Рац (угор. Rácz Sándor, 1933—2013) — угорський робітник і політик, активний учасник антикомуністичної Угорської революції 1956 року, голова Центральної робочої ради. Був засуджений до довічного ув'язнення, звільнений після шести років в'язниці. Учасник дисидентського руху в Угорській Народній Республіці. Після падіння комуністичного режиму в Угорщині — видатний правий діяч.

## Сім'я і робота
Народився в селянській родині, в дитинстві був пастухом, прислужував у католицькій церкві. Під час Другої світової війни сім'я приховувала єврея від нацистських переслідувань. У 10-річному віці Шандор втратив батька, з 12 років практично забезпечував сім'ю.
Після війни Шандор Рац закінчив середню школу і працював столяром. У 1953-1955 служив в армії. Демобілізувавшись, працював слюсарем-інструментальником на будапештському заводі імені Белоянніса..

## Активіст повстання
Шандор Рац вважав вкрай важким становище угорських робітників і був противником комуністичного режиму Матяша Ракоші. На заводах була популярна ідея робочого самоврядування, що протистоїть «як капіталізму, так і бюрократичному соціалізму». З анархо-синдикалістських позицій Шандор Рац підтримав антикомуністичне повстання, що почалося 23 жовтня 1956 року. По всій країні і особливо в столиці створювалися революційні комітети і робітничі ради, які брали на себе управління підприємствами.
З 4 по 9 листопада збройний опір повстанців було придушений радянськими військами. Однак робітничі ради продовжували діяти. 16 листопада 1956 року була заснована Центральна робітнича рада (ЦРС), головою якої робітники обрали 23-річного Шандора Раца.
На цьому засіданні обраний головою Шандор Рац заявив: «Нам не потрібен уряд! Ми - керівники Угорщини і залишимося ними!».
Побоюючись загального страйку, радянське командування і нове політичне керівництво Угорщини змушені були вступити в переговори з ЦРС. З боку ЦРС їх вели Шандор Рац і Шандор Балі, з боку влади - Іван Сєров, Кузьма Гребенник, Янош Кадар. Спроби заарештувати Раца і Балі припинялися робітничою охороною, що взяла на себе забезпечення безпеки заводів Будапешта.
6 грудня, під час комуністичного мітингу, відбулась провокація, почалась стрілянина, в якій загинули люди. Після цього влада взяли курс на жорстке придушення руху робітничих рад. 11 грудня 1956 року Шандор Рац і Шандор Балі були арештовані в будівлі парламенту, куди їх запросили на чергову зустріч з Кадаром. До 19 грудня робітничі ради припинили свою діяльність.

## Тюрма і дисидентство
17 березня 1958 року, в день свого 25-річчя, Шандор Рац був засуджений до довічного тюремного ув'язнення. Він містився в камері, з загратованого вікна якої проглядалося виконання страт.
У 1963 році Шандор Рац звільнений за амністією. Працював інструментальником в виробничому кооперативі. Брав участь в угорському дисидентському русі, був організатором протестних акцій, виступав з підпільними лекціями і антикомуністичними промовами в різних містах країни. 23 жовтня 1972 - в 16-ту річницю початку Угорського повстання - на Раца напали невідомі. 
Лібералізація режиму Угорської Народної Республіки дозволила Рацу з 1987 року виїжджати за кордон і зустрічатися з іноземними політиками, зокрема, зі Збігнєвом Бжезинським. 15 березня 1988 Рац в останній раз був арештований, але майже відразу звільнений.
Разом з Арпадом Генцем, Дьордем Литваном і Шандорне Балі (вдова Шандора Балі) заснував в 1988 році Комітет історичної справедливості. Однак незабаром між Рацем і Генцем виник конфлікт, оскільки Рац дотримувався більш консервативного розуміння історії, ніж ліберал Генц. Зокрема, Рац вважав, що порушення історичної справедливості почалися з 1945 року, тоді як Генц пропонував 1948 рік .

## Легальний політик
16 червня 1989 року на перепохованні Імре Надя Шандор Рац вперше після 1956 року виступив з легальною публічною промовою. Він вступив у відновлену Незалежну партію дрібних господарів. Був почесним членом партії Фідес, в якій навіть обговорювалося висунення його на посаду президента, однак партійний лідер Віктор Орбан не підтримав цю ідею. Був також пов'язаний з Угорською партією Жовтня, яка позиціонується як організація, що продовжує традиції повстання 1956 року.
18 жовтня 2003 року Шандор Рац був обраний почесним президентом Всесвітньої федерації угорців. Домагався надання угорського громадянства етнічним угорцям, які проживають за кордоном.
24 травня 2006 року Шандор Рац, Марія Віттнер і Ласло Балаш-Пірі — учасники повстання та активісти Комітету історичної справедливості — публічно висловили протест проти запрошення президента Італії Джорджо Наполітано на урочистості з нагоди 50-річного ювілею Угорської революції. У відкритому листі вони нагадали, що у 1956 році Наполітано підтримував вторгнення радянських військ в Угорщину і виступав як противник повстання.

## Смерть і вшанування
Шандор Рац помер в угорській столиці у віці 80 років. Через півроку, 23 жовтня 2013, в 57-ту річницю початку Угорського повстання, в Будапешті відкрито меморіальну дошку Шандору Рацу. На церемонії відкриття була присутня його вдова Жофія Рац, також учасниця подій 1956 року.
Захід пам'яті Шандора Раца проводився Всесвітньою федерацією угорців 23 жовтня 2016 року - у 60-річний ювілей Угорського повстання.